# Cephalozia connivens
Cephalozia connivens là một loài rêu tản trong họ Cephaloziaceae. Loài này được (Dicks.) Lindb. miêu tả khoa học lần đầu tiên năm 1872.

## Hình ảnh

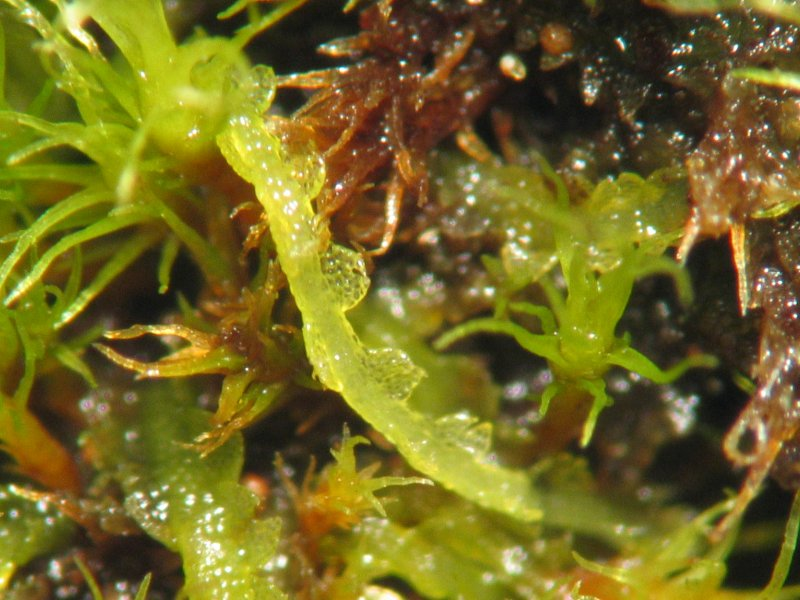
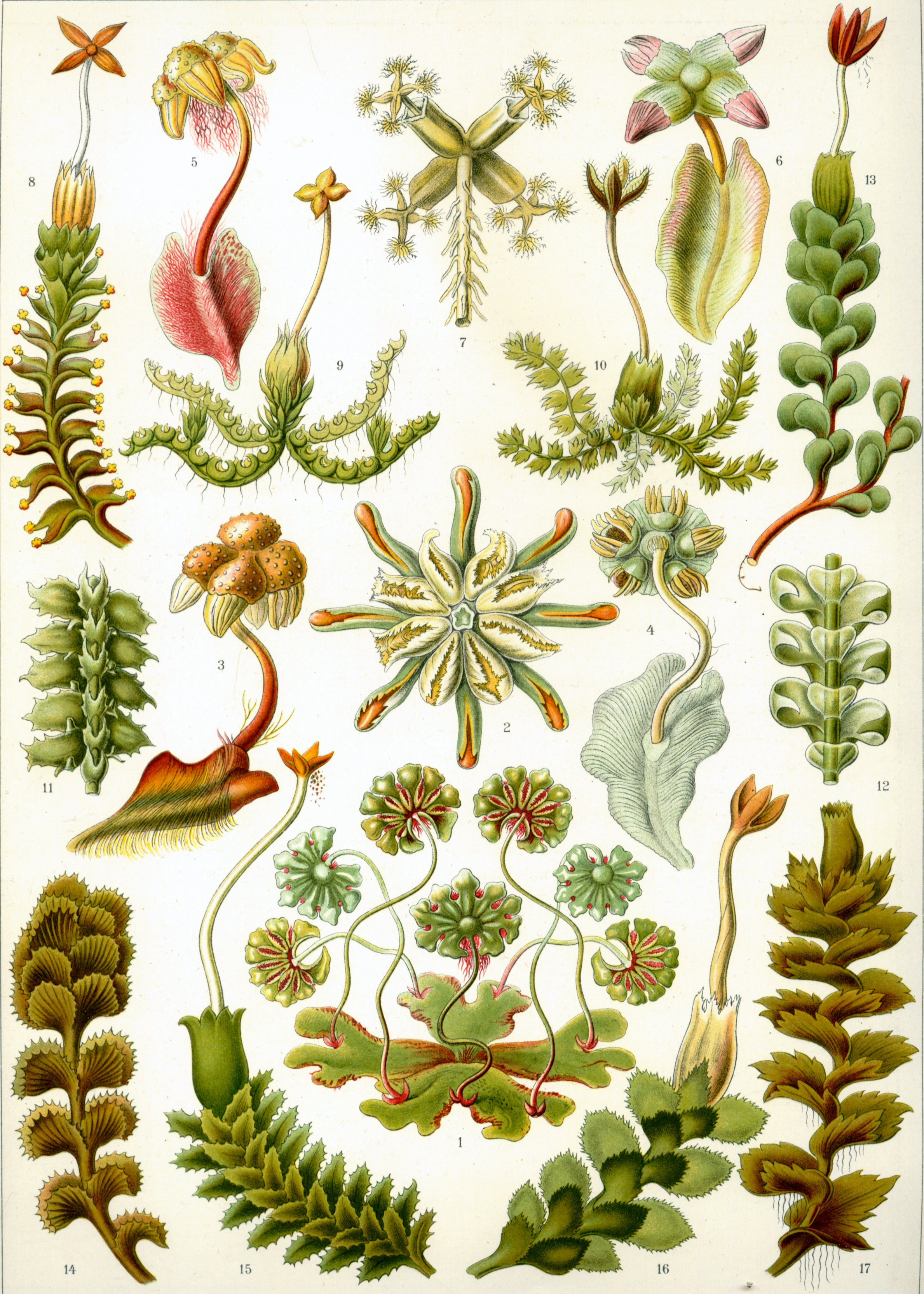